# 李绍洪
李绍洪（1963年10月—），中华人民共和国政治人物，籍贯天津市，曾任天津市和平区委书记、天津市政协副主席，中共十九大代表等职务。